# Siddhaṃ

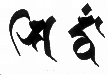
Ordet Siddhaṃ 𑖭𑖰𑖟𑖿𑖠𑖽 med siddhaṃ-skrift

Siddhaṃ (𑖭𑖰𑖟𑖿𑖠𑖽; sanskrit सिद्धं "fulländad") är en nordindisk skrift som användes under perioden 600–1200 e.Kr. för att skriva sanskrit. Den härstammar från brāhmī via guptaskriften som också gav upphov till devanāgarī. Siddhaṃ gav i sin tur upphov till de assamesiska, bengaliska och tibetanska skriftsystemen. Det råder viss förvirring kring stavningen: både siddhaṃ och siddhāṃ är vanliga. Skriften är en förfining av den skrift som användes under det indiska Guptaimperiet. Namnet kommer av bruket att skriva orden siddhaṃ eller siddhaṃ rastu 'må där vara fulländning' i toppen av dokument.
Andra namn för skriftsystemet är siddhông (bengali: সিদ্ধং), siḍ·ḍhaṃ (tibetanska: སིད་དྷཾ།), bonji (japanska: 梵字) och xītán wénzi (kinesiska: 悉曇文字).

## Historik

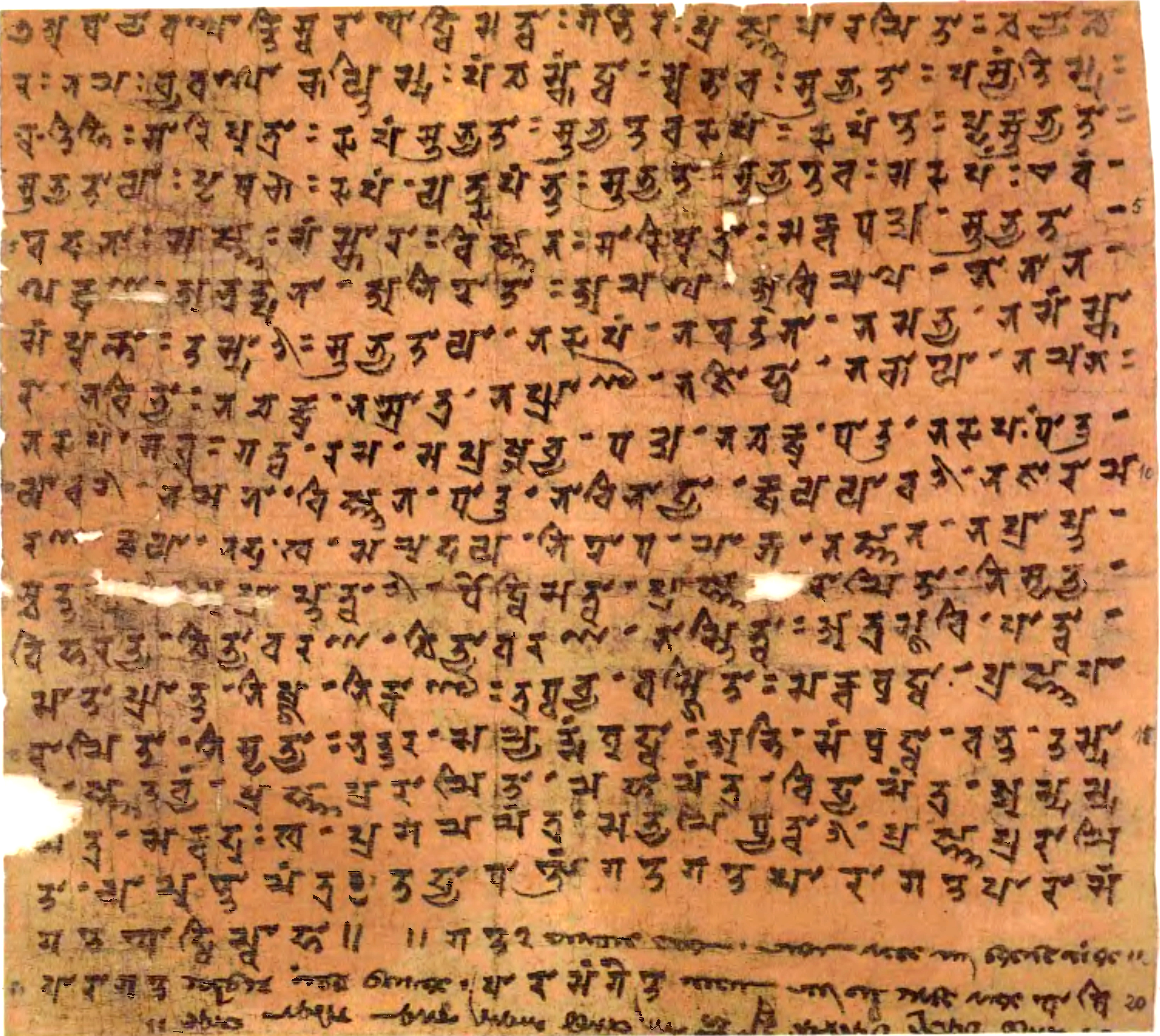
Siddhaṃ-manuskript med Hjärtsutran. Bibliothèque nationale de France

Många av de buddhistiska texter som togs till Kina längs Sidenvägen var skrivna med någon variant av siddhaṃ. Denna fortsatte att utvecklas och olika variationer kan ses över tid och i olika regioner. Ett viktigt användningsområde var att sprida de buddhistiska tantra-texterna. På den tiden ansågs det viktigt att bevara uttalet av mantran och kinesiska tecken var inte lämpliga för att beskriva språkljuden i sanskrit. Detta ledde till ett bibehållande av siddhaṃ i östra Asien. Bruket att skriva med siddhaṃ levde vidare i östra Asien där den tantriska buddhismen kvarstod.
Kūkai införde siddhaṃ i Japan då han återvände från Kina år 806 e.Kr. där han studerat sanskrit tillsammans med buddhistiska munkar utbildade i Nalanda, inklusive en som kallades Prajñā. Samtidigt med att Kūkai hade lärt sig denna skrift började handels- och pilgrimsvägar över land till Indien att stängas av det växande Abbasidkalifatet.
I Japan praktiseras fortfarande skrivandet av mantran och kopierandet av sutror med siddhaṃ inom de buddhistiska riktningarna Shingon och Tendai samt den synkretistiska sekten Shugendō. I Japan är tecknen kända vid namnet shittan (悉曇) eller bonji (梵字). I den så kallade Taishōutgåvan av Tripiṭaka (så kallad efter tideräkningsperioden Taishō) har siddhaṃ bevarats för de flesta mantran och koreanska buddhister skriver fortfarande de heliga bīja-stavelserna (den mest kända är om) med en modifierad form av siddhaṃ. Ett sentida japanskt påhitt är att skriva japanska slogans på t-shirtar med bonji. Japansk siddhaṃ har utvecklats från den ursprungliga skrift som användes för att skriva sutror och skiljer sig numera något från den forntida skriften.
Siddhaṃ skrivs typiskt med pensel likt de kinesiska tecknen och även med bambupenna. I Japan används en speciell pensel kallad bokuhitsu (朴筆) för siddhaṃ-kalligrafi.
I mitten av 800-talet genomgick Kina ett antal utrensningar av "främmande religioner" vilket gjorde att Japan skars av från sin källa till siddhaṃ-texter. Med tiden kom andra skrifter, i synnerhet devanāgarī, att ersätta siddhaṃ i Indien vilket gjorde Östasien till den enda region där siddhaṃ används.

## Beskrivning
Siddhaṃ är en abugida då varje bokstav beskriver en stavelse – antingen en vokal eller en konsonant med en medföljande vokal a. Diakritiska tecken används för att ange andra vokaler samt nasalisering (anusvāra) eller aspirering (visarga) av vokaler. Ett särskilt tecken kallat virama kan användas för att markera att konsonanten inte följs av någon vokal vilket ibland sker i slutet av ord på sanskrit.

### Vokaler
| !Fristående | Translitterering | Med (kya) | Fristående | Translitterering | Med (kya) |
| ----------- | ---------------- | --------- | ---------- | ---------------- | --------- |
|             | a                |           |            | ā                |           |
|             | i                |           |            | ī                |           |
|             | u                |           |            | ū                |           |
|             | e                |           |            | ai               |           |
|             | o                |           |            | au               |           |
|             | aṃ               |           |            | aḥ               |           |
|             | ṛ                |           |            | ṝ                |           |
|             | ḷ                |           |            | ḹ                |           |

| ā | i | i | ī | ī | u | ū | o | au | aṃ |

### Konsonanter
|             | Klusil    | Klusil  | Klusil            | Klusil | Nasal | Approximant | Frikativ |
| Tonlös      | Aspirerad | Tonande | Tonande aspirerad |        | Nasal | Approximant | Frikativ |
| ----------- | --------- | ------- | ----------------- | ------ | ----- | ----------- | -------- |
| Glottal     |           |         |                   |        |       |             | h        |
| Velar       | k         | kh      | g                 | gh     | ṅ     |             |          |
| Palatal     | c         | ch      | j                 | jh     | ñ     | y           | ś        |
| Retroflex   | ṭ         | ṭh      | ḍ                 | ḍh     | ṇ     | r           | ṣ        |
| Dental      | t         | th      | d                 | dh     | n     | l           | s        |
| Bilabial    | p         | ph      | b                 | bh     | m     |             |          |
| Labiodental |           |         |                   |        |       | v           |          |

| ch | j | ñ | ṭ | ṭh | ḍh | ḍh | ṇ | ṇ | th | th | dh | n | m | ś | ś | v |

## Datoranvändning
Siddhaṃ skrivs fortfarande till största delen för hand. Vissa ansträngningar har gjorts för att skapa datortypsnitt men hittills har inget av dessa kunnat återge samtliga de ligaturer som används för siddhaṃ. Ett betydande bidrag kommer från Chinese Buddhist Electronic Texts Association som skapat ett typsnitt för sin elektroniska version av Taishō Tripiṭaka. Mjukvaran Mojikyo innehåller typsnitt för siddhaṃ.
En inmatningsmetod kallad SiddhaṃKey har tagits fram men den har vissa begränsningar.

### Unicode
Siddhaṃ ingår i Unicode-standarden från och med version 7.0 som släpptes i juni 2014 och ryms i blocket U+11580–U+115FF.